# Aelurillinae

Aelurillinae este o subfamilie de păianjeni-săritori.

## Sistematică
- Aelurillini
  - Aelurillus Simon, 1884 — Europa, Asia, Africa (65 specii)
  - Asianellus Logunov & Heciak, 1996 — Palearctica (5 specii)
  - Langelurillus Próchniewicz, 1994 — Africa (9 specii)
  - Langona Simon, 1901 — Asia, Africa (33 specii)
  - Microheros Wesolowska & Cumming, 1999 — Africa de Sud (1 specie)
  - Phlegra Simon, 1876 — Africa, Europa, Asia, America de Nord (72 specii)
  - Proszynskiana Logunov, 1996 — Asia Centrală (5 specii)
  - Rafalus Prószynski, 1999 — Africa, Asia (9 specii)
  - Stenaelurillus Simon, 1885 — Africa, Asia (19 specii)

- Flacillulini
  - Afraflacilla Berland & Millot, 1941 —Africa, Orientul Apropiat, Australia (17 specii)
  - Flacillula Strand, 1932 — Asia de Sud-Vest (6 specii)

- Freyini
  - Aphirape C. L. Koch, 1850 — America de Sud (8 specii)
  - Capidava Simon, 1902 — America de Sud (7 specii)
  - Chira Peckham & Peckham, 1896 —America de Sud, America Centrală (16 specii)
  - Edilemma Ruiz & Brescovit, 2006 — Brazilia (1 specie)
  - Eustiromastix Simon, 1902 — America de Sud (11 specii)
  - Freya C. L. Koch, 1850 — America de Sud, America Centrală, Pakistan (31 specii)
  - Frigga C. L. Koch, 1850 —America de Sud, America Centrală, Australia (10 specii)
  - Kalcerrytus Galiano, 2000 — America de Sud (15 specii)
  - Nycerella Galiano, 1982 — America de Sud, America Centrală (8 specii)
  - Pachomius Peckham & Peckham, 1896 — America de Sud, America Centrală (6 specii)
  - Phiale C. L. Koch, 1846 — America de Sud, America Centrală (36 specii)
  - Sumampattus Galiano, 1983 — America de Sud (3 specii)
  - Trydarssus Galiano, 1995 — America de Sud (2 specii)
  - Tullgrenella Mello-Leitão, 1941 — America de Sud (13 specii)
  - Uspachus Galiano, 1995 — America de Sud, America Centrală (8 specii)
  - Wedoquella Galiano, 1984 — America de Sud (3 specii)

- Silerini
  - Siler Simon, 1889 — Asia (8 specii)